# Campo Formisano
Il campo Formisano fu un impianto sportivo di Torre Annunziata costruito a seguito della chiusura del campo Oncino, ed ospitò le gare casalinghe del Savoia per oltre un quarto di secolo. Prese il nome dalla famiglia Formisano, proprietaria del suolo dove fu edificato e principale contribuente alla realizzazione dell'impianto.

## Storia
Nonostante l'area scelta fosse situata su di uno sperone lavico che guardava verso il porto, il campo fu costruito in brevissimo tempo all'incirca dove era situato il precedente Campo Montagnelle, tra l'odierno rione Vincenzo Rocco e l'istituto religioso Cristo Re. Furono mobilitate anche le industrie presenti all'epoca a Torre Annunziata, come ad esempio l'Ilva che fornì le reti per la recinzione e la Scac che fornì i piloni per la copertura della tribuna. Aveva il suo ingresso dove è situato l'attuale Palazzo Miramare.
L'inaugurazione avvenne il 10 novembre 1929 per il campionato di Terza Divisione con la gara Savoia-Palmese 9-2. In seguito ospitò tutte le gare disputate dagli oplontini in Serie C fino al secondo conflitto mondiale. Il Savoia, divenuto nel frattempo Torrese, vi disputò le gare casalinghe della Coppa della Liberazione, del Campionato campano e di due campionati di Serie B.
A seguito del fallimento della Torrese e soprattutto dall'esigenza del comune di costruire alloggi IACP, l'area venne espropriata e la struttura demolita. L'ultima gara disputata in questo stadio fu Torrese-Bagheria 1-0, era il 15 maggio 1955, la quale fu anche l'ultima disputata con la denominazione di Torrese.

## Eventi sportivi
Di seguito si elencano i principali eventi sportivi ospitati nel Campo Formisano:
- 2 campionati di Serie B (1946-1947 e 1947-1948)
- 4 edizioni di Coppa Italia (1935-1936, 1938-1939, 1939-1940, 1940-1941)
- la Coppa della Liberazione del 1944
- il Campionato campano del 1945
- oltre 10 campionati di Serie C